# René Mercet
René Mercet (* 1. Dezember 1898 in Echichens; † 13. Juni 1961 in Payerne) war ein Schweizer Fussballschiedsrichter.

## Werdegang
Mercet war in den 1920er- und 1930er-Jahren als Schiedsrichter aktiv. Am 22. April 1928 pfiff er im El Molinón in Gijón sein erstes Länderspiel. Die Partie Spanien gegen Italien endete 1:1.
Im Jahr 1930 leitete Mercet im Berner Stadion Wankdorf den Final im Schweizer Cup, in dem sich der BSC Young Boys mit 1:0 gegen den FC Aarau durchsetzte.
Am 17. Juli 1932 pfiff Mercet auf der Wiener Hohen Warte das Rückspiel im Final des Mitropacups 1932 zwischen dem First Vienna FC und der AGC Bologna, das die Italiener trotz einer 0:1-Niederlage mit 2:1 im Gesamtergebnis gewannen.
Bei der Fussball-Weltmeisterschaft 1934 in Italien vertrat Mercet den SFV als Schiedsrichter und wurde damit erster Schweizer WM-Schiedsrichter der Fussballgeschichte. Er pfiff zwei Spiele – den Achtelfinal Italien gegen die USA, der im Römer Stadio Nazionale del PNF 7:1 für die Gastgeber endete, und das Wiederholungsspiel des Viertelfinals Italien gegen Spanien.
Seine Leistung bei letzterer Partie, die Italien am 1. Juni im Stadio Giovanni Berta in Florenz mit 1:0 gewann, wurde in der internationalen Presse heftig kritisiert. Mercet wurde vorgeworfen, dass der Siegtreffer von Giuseppe Meazza wegen Behinderung des spanischen Torhüters Juan José Nogués durch mehrere Italiener nicht hätte zählen dürfen und er den Spaniern zwei reguläre Treffer sowie zwei Penaltys verweigert habe. Zudem ahndete er die teilweise brutale Härte des Gastgebers – wie bereits beim 1:1 ausgegangenen Aufeinandertreffen der Mannschaften am Vortag der Belgier Louis Baert – nicht, drei spanische Spieler schieden während der Partie verletzt aus, und die Iberer beendeten die Partie zu acht.
Mercet wurde von den Italienern als möglicher Schiedsrichter für den Final am 10. Juni in Rom vorgeschlagen, womit der Gegner, die Tschechoslowakei, nicht einverstanden war. Schliesslich einigte man sich auf den Schweden Ivan Eklind. Nach dem 2:1-Sieg nach Verlängerung der Gastgeber stand auch dieser wegen einiger fragwürdiger Entscheidungen zugunsten der Italiener in der Kritik.
Als Resultat der Kritik an Mercets Leistung veranlasste der SFV nach der WM eine Untersuchung. Am 17. Juni erklärte dieser gegenüber dem Verband, nicht mehr als Schiedsrichter zur Verfügung zu stehen. Im weiteren Verlauf des Jahres kam die Schiedsrichterkommission zu dem Ergebnis, dass keine Veranlassung vorliege, gegen Mercet wegen seiner Leitung der Partie Italien gegen Spanien «irgendwelche Massnahmen zu treffen». Seine Dimission wurde angenommen.
René Mercet starb im Juni 1961 im Alter von 62 Jahren in Payerne im Kanton Waadt.